# Generoso Petrella
Generoso Petrella (San Severo, 29 settembre 1929 – 9 gennaio 1997) è stato un politico e magistrato italiano.
Fu segretario generale di Magistratura democratica dal 1969 al 1972.